# Șrubkiv, Letîciv
Șrubkiv (în ucraineană Шрубків) este localitatea de reședință a comunei Șrubkiv din raionul Letîciv, regiunea Hmelnîțkîi, Ucraina.

## Demografie
Componența lingvistică a localității Șrubkiv
     Ucraineană (98,17%)
     Rusă (1,68%)
     Alte limbi (0,15%)
Conform recensământului din 2001, majoritatea populației localității Șrubkiv era vorbitoare de ucraineană (98,17%), existând în minoritate și vorbitori de rusă (1,68%).